# 야즈데게르드 2세

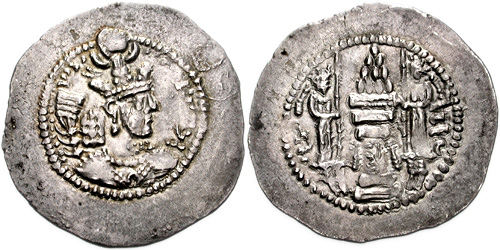
야즈데게르드 2세의 동전

야즈데게르드 2세(팔레비어: 𐭩𐭦𐭣𐭪𐭥𐭲𐭩, 페르시아어: یزدگرد دوم 생년 미상 ~ 457년)는 사산 왕조 페르시아 제국의 샤이다. 바흐람 5세의 자손이다.

## 생애
438년에 야즈데게르드 2세는 바흐람 5세의 뒤를 이어 즉위하자마자, 동로마 제국의 성장을 저지하기 위해 동로마를 공격하였다. 당시 동로마는 차후의 확장을 위해 페르시아에 가까운 하란지역에 요새를 건설하고 있었다. 441년에 로마의 황제 테오도시우스 2세는 평화를 제의하기 위해 야즈데게르드의 진지에 자신의 부하 아나톨리우스(Anatolius)를 파견하였고, 두 나라는 서로의 경계선 근처에 새로운 요새를 짓지 않을 것을 약속하였다. 443년에 야즈데게르드는 키다리테스(Kidarites)를 정벌하기 위해 니샤푸르에 군대를 모으고 기나긴 원정을 시작하였다. 결국 수 많은 전투를 거쳐온 450년에 페르시아군은 키다리테스를 격퇴하였으며 그들을 아무다리야강 너머로 몰아내었다.
동방을 원정하던 중, 야즈데게르드는 군과 귀족들에게 퍼진 기독교를 의심하기 시작하였으며 이윽고 그들을 퇴출시켰다. 그리고 아시리아인과 그보다 적은 유대인들의 기독교를 탄압하였다. 또한 451년에 야즈데게르드는 자신의 조로아스터교 정책에 따라 아르메니아의 기독교인들을 상대로 전쟁을 벌였으며(Battle of Avarayr), 그 외의 소수의 종교들도 박해하였다.
사산 왕조는 457년에 야즈데게르드가 죽을 때까지 키다리테스와 대립하였다.